# ビザンチウムのフィロン (発明家)
ビザンチウムのフィロン (ギリシア語: Φίλων ὁ Βυζάντιος、 Philōn ho Byzantios。 紀元前280年 - 紀元前220年)はフィロ　メカニクス（Philo Mechanicus）の名称でも知られる、古代ギリシャの機械学における発明家、著作家。紀元前3世紀後半に活動していた。ビザンチウム出身ではあるが、生涯の大半をエジプトのアレクサンドリアで過ごした。同時代の発明家クテシビオスより、おそらく若かったとされているが、1世紀前の人物であるとする研究家もいる。
「世界の七不思議」を提案したことで知られる旅行家のビザンチウムのフィロンは別人。

## 生涯・作品
フィロンは大作Mechanike syntaxis （総覧の力学）を著している。同著には以下のセクションが含まれている:
- Isagoge (εἰσαγωγή)–数学入門
- Mochlica (μοχλικά)–一般機械学
- Limenopoeica (λιμενοποιικά)– 港湾建築
- Belopoeica (βελοποιικά)– 砲兵
- Pneumatica (πνευματικά)–空気または水圧で作動する装置
- Automatopoeica (αὐτοματοποιητικά)–機械玩具および娯楽
- Parasceuastica (παρασκευαστικά)–包囲の準備
- Poliorcetica (πολιορκητικά)–包囲の作成
- Peri Epistolon (περὶ ἐπιστολῶν)–秘密文書

BelopoeicaとPoliorceticaはギリシア語で存在し、ミサイル、要塞の建造、護衛、攻撃と防衛については、エイサゴーゲー及びAutomatopoeicaの断片に記されているものと同じである（R. Schone編、1893年、Hermann AugustのTheodorKöchlyのGriechische Kriegsschriftsteller、第1巻、1853年、EA Rochas d'Aiglun、Poliorcetique des Grecs、1872）。
空気圧式エンジンに関する研究のもう一つの部分は、アラビア語の版から作られたラテン語の翻訳（De ingeniis spiritualibus）の形で保存されている（W. Schmidt編、ドイツ語訳、Alexander of Heronの作品、vol 1894年のTeubnerシリーズ、Rochasのフランス語翻訳、「La Science des philosophes ... dans l'antiquité」、1882）。 さらなる部分はおそらく、派生形で生き残り、ウィトルウィウスの作品とアラビアの作家に取り入れられている。
立方体の体積を二倍にする問題（立方体倍積問題）に使われる「フィローの直線」は、フィロンの名を冠する。
世界の七不思議に慣習的に題されたDe septem mundi miraculisと題された論文は、おそらく第4世紀 - 第5世紀の広告である「Paradoxographer」として知られる別のビザンチウムのフィロンに正当に帰されている。 R. HercherのAelian版（パリ：Firmin Didot、1858）に印刷されている。 Jean Blackwoodによる英訳はMichael Ashley（Glasgow：Fontana Paperbacks、1980）の「世界の7つの驚異」に付録として収録されている。

### 発明
最近の研究によれば、フィロンの「Pneumatics」のセクションには、歴史的な水車の最初の記述が含まれており、ギリシア人による紀元前3世紀半ばの水車の発明が掲載されている。 
フィロンの功績の一つに、連弩のチェーンドライブの最も古い知られている応用がある。 2つの水平に接続されたチェーンが揚錨機に接続された。揚錨機を前後に回すと、弾倉が空になるまで機械の矢が自動的に発射される。
フィロンはまた、最初にジンバルに言及した。両面に開口部を備えた8面のインク入れは、いずれの面も上になるように回転させることができ、ペンを浸して筆記することができた。 インクは側部の穴を通って決して流れ出ることはなかった。 ポットがどのように回転しても固定された一連の同心の金属リングに取り付けられた中央のインク溜めが流出を止めたためである。
Pneumaticsの第31章では、初期に知られている洗面所の一部としての脱進機について説明している。 水槽から供給された釣り合いを取ったスプーンは、その過程で軽石を完全に放出したときに、洗面器の上にひっくり返される。 スプーンが空になったら、釣り合い錘によって再び引き上げられ、締め付けストリングによって軽石のドアが閉じられる。 注目すべきことに、フィロンの記述は、「その構造は時計の構造と似ている」と、そのような脱進機が古代の水時計に既に組み込まれていたことを示している。

### 数学
数学では、フィロンは立方体の体積を倍増させるという問題、立方体倍積問題に取り組んだ。 立方体の体積の倍増は、最初のカタパルトの投擲量の2倍を発射することができる第2のカタパルトを構築する問題によって必要とされた。 彼の解決策は、直角双曲線と円の交差点を見つけることだった。これは、数世紀後にアレクサンドリアのヘロンによって与えられた解決法と同様の解決策だった。

## 参照
- ウィリアム・M・マレー、タイタンの時代 - 偉大なヘレニズムの海軍の勃興 New York、Oxford University Press、2012. Appenedix E：フィロの力学概論の第5部 - 海軍セクション（英訳）、pp。282-301。